# トロッコ嵐山駅
トロッコ嵐山駅（トロッコあらしやまえき）は、京都府京都市右京区嵯峨小倉山町にある、嵯峨野観光鉄道嵯峨野観光線の駅。

## 歴史
- 1991年（平成3年）4月27日：開業[1]。

## 駅構造
単式ホーム1面1線の地上駅。西日本旅客鉄道（JR西日本）山陰本線との分岐点と亀山トンネルに挟まれており、ホームが非常に短い。そのため、トロッコ亀岡駅寄りの1、2両目はトンネル内に停車し、ドアは開かない（ドアカット）。駅の嵯峨駅側には脱線ポイントが設置されている。ホームの最もトロッコ嵯峨駅側からは隣接する山陰本線の小倉山トンネルの内部まで間近に見ることができる。有人駅であり、トロッコ嵯峨駅との電話確認により指定券の発行も行っている。改札から一番ホームまでは約60段の階段があり、エレベーターやスロープ等のバリアフリー化は行われていない。改札前の駅構内には複数の売店が営業している。

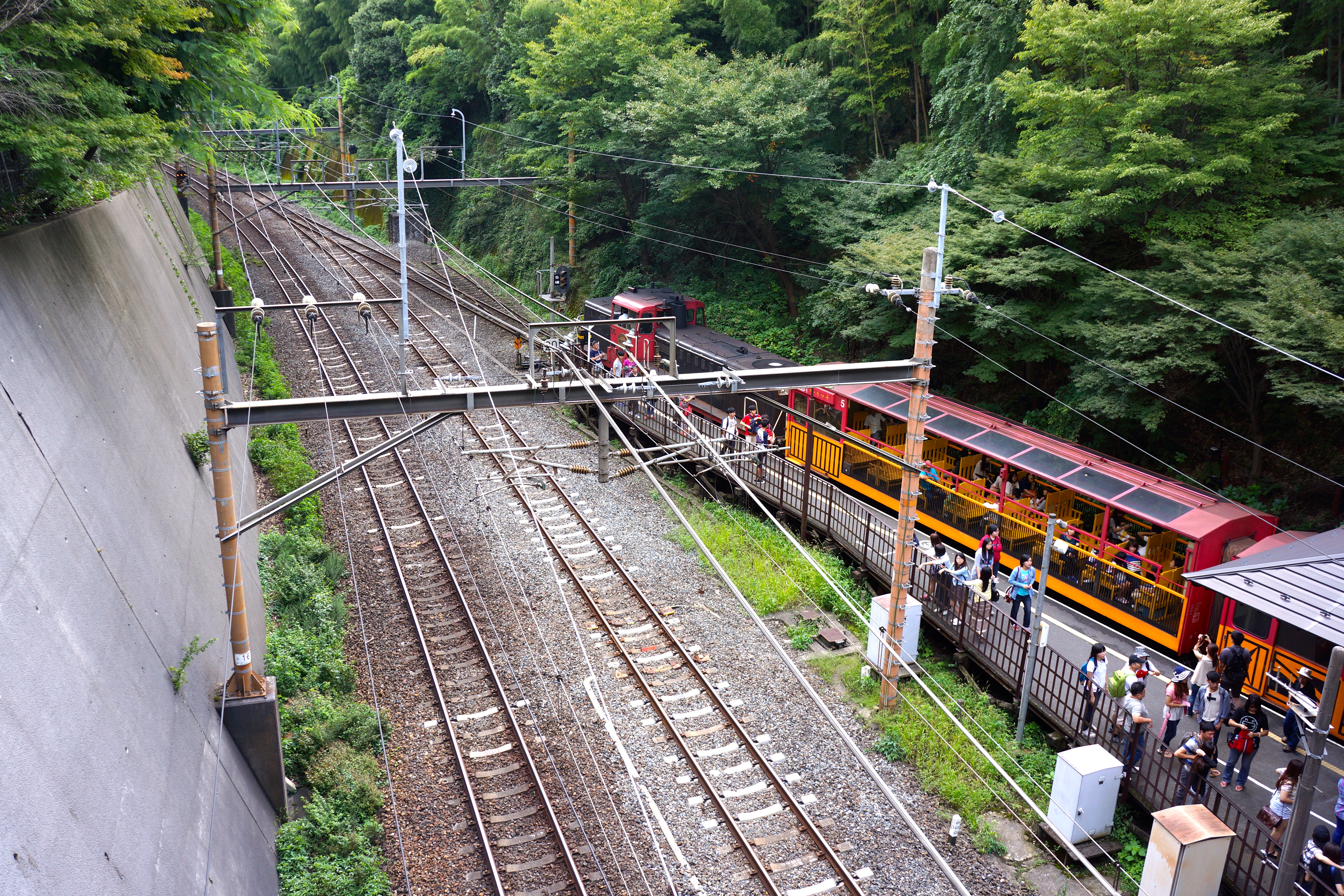
上から見たホーム。嵯峨野線との分岐点が見える。

## 駅周辺
駅舎は嵯峨野の竹林のすぐそばにあり、周囲には名所旧跡が多い。
- 嵐山公園
- 常寂光寺
- 二尊院
- 大河内山荘
- 御髪神社
- 竹林の道
- 天龍寺
- 落柿舎

## 隣の駅
嵯峨野観光鉄道
■嵯峨野観光線
トロッコ嵯峨駅 - トロッコ嵐山駅 - トロッコ保津峡駅